# Cua Alaska
Cua Alaska (Danh pháp khoa học: Paralithodes camtschaticus) hay còn gọi là cua vua Alaska là một loài cua biển trong họ Lithodidae. Chúng là một loài cua có giá trị thương mại lớn. 

## Đặc điểm
Loài cua này từ lâu đã được phong danh hiệu cua Vua, do hình dáng khác biệt với kích thước càng có con dài đến hơn 2m. Cua này sống ở vùng biển băng giá Alaska và vịnh biển Bering, tuổi thọ có khi lên đến 20 năm. Sải càng to và dài ấy cũng là một cách để loài cua này thích nghi với môi trường sống nhiều khắc nghiệt.

## Ẩm thực
Cua Alaska ngon nhất là ăn lạnh, càng cua được hấp sơ, thịt trắng nằm trong lớp càng màu đỏ tươi, được bày trên những chiếc đĩa phủ đá bào trắng muốt, lạnh ngắt. Cầu kỳ hơn thì rưới vài giọt dầu ôliu hay chanh tươi, xốt Tabasco để cân bằng vị ngọt hoặc phết một lớp thật mỏng bơ tan chảy cho món ngon thêm mịn màng. Thực khách khoét lấy phần thịt, chấm muối tiêu chanh, hoặc không cần chấm thì thịt cua cũng đã rất tuyệt. Miếng càng cua Alaska phết phômai nướng trên lửa than hồng